# Präsidentenbuche (Dresdner Heide)
Die Präsidentenbuche (auch Präsdienten-Buche) war ein markanter Baum im Waldpark Weißer Hirsch in der südlichen Dresdner Heide. Die Rotbuche (Fagus sylvatica), zu deren Namen es widersprüchliche Angaben gibt, stürzte durch einen Sturm im April 1927 um.
Der Stechgrund mit dem durch ihn fließenden Mordgrundbach markiert grob die nördliche Grenze des von der Dresdner Heide abgetrennten Waldparks. Die vom Gasthaus „Weißer Adler“ an der Bautzner Landstraße kommende und nach Norden gerichtete Wegführung zur Heidemühle im Zentrum der Dresdner Heide trägt ab dem Waldpark den Namen HG-Weg (von Hirschgrund oder Heidegrund).

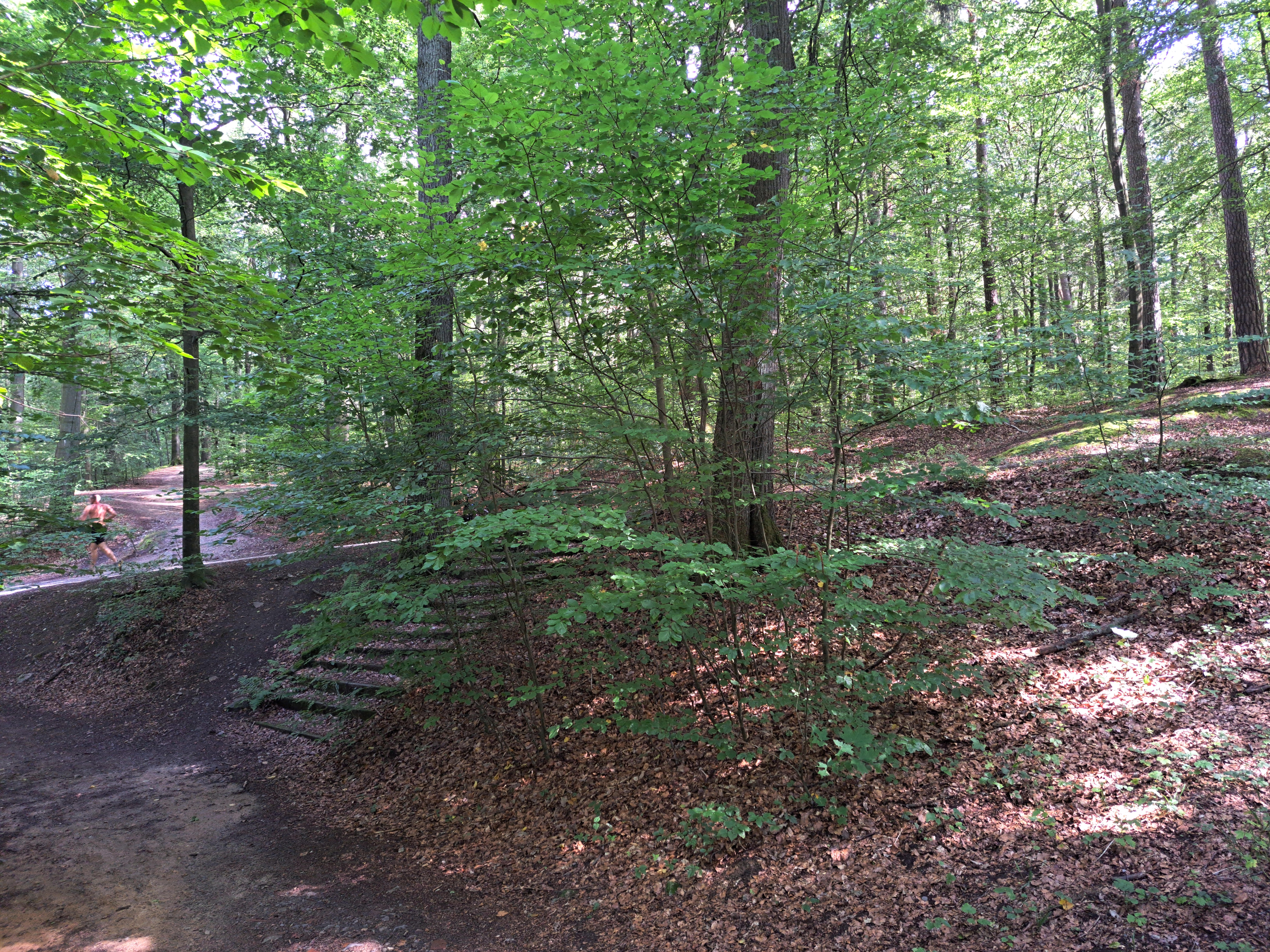
Die Präsidentenbuche stand links neben der Treppe (Foto: 2024)

Der Baum stand, vom Weißen Hirsch kommend, links vor der „Rote-Kasten-Brücke“ (1969 durch die heutige Stechgrundbrücke ersetzt) über den Stechgrund am HG- und Poetenweg. Im direkten Umfeld des Baums gab es mehrere Abzweige von Wegen und direkt vor ihm lud eine Bank zum Verweilen ein, was die Buche ab der zweiten Hälfte des 19. Jahrhunderts zu einem beliebten Treffpunkt zu weiteren Unternehmungen in der Heide machte.
Über den Namen der Präsidentenbuche gibt es widersprüchliche Aussagen. Der Chronist des Weißen Hirschs, Horst Milde, erwähnte einen bierseeligen Brauch. Die 1831 im Gasthof gegründete „Vollmondgesellschaft zum Weißen Hirsch“ wählte alljährlich einen Präsident genannten Vorstand. Der Ort der Wahl soll „der schaurige Forst am rauschenden Bach“ gewesen sein, weshalb die dort stehende Buche bald „Präsidentenbuche“ genannt wurde. Die Historikerin Elisabeth Boer gab an, dass die Buche nach dem Präsidenten des Sächsischen Landeskonsistoriums, Oberhofprediger Christoph Friedrich von Ammon (1766–1850), benannt sei. Problematisch an dieser Erklärung ist, dass Ammon „nur“ Vizepräsident des Landeskonsistoriums war.
Infolge eines Sturms stürzte die Buche am 5. April 1927 um. In ihrer Nähe ist als Ersatz unterhalb des Waldpark-Grenzsteins am 15. April des Jahres eine Blutbuche gepflanzt worden. Diese war in den neunziger Jahren schon nicht mehr vorhanden. Im Sommer 1928 waren mehrere Waldarbeiter mit der Aufbereitung des Holzes der Präsdientenbuche beschäftigt.
Der Name Präsidentenbuche blieb noch einige Zeit in Nutzung, so schrieb beispielsweise die Städtische Kurverwaltung 1935 an das Forstamt Weißer Hirsch: „Im Einvernehmen mit dem Verschönerungsverein besteht die Absicht, hinter der Präsidentenbuche über dem Stechgrund, westlich vom HG-Weg eine Trinkhalle zu errichten.“